# Zoelmond
Zoelmond est un village appartenant à la commune néerlandaise de Buren. Le village compte environ 500 habitants.